# Cengiz Akyıldız
Cengiz Akyıldız (* 2. Januar 1981 in Istanbul) ist ein ehemaliger türkischer Eishockeyspieler und heutiger Funktionär, der zuletzt bis 2012 bei den Canterbury Red Devils in der New Zealand Ice Hockey League unter Vertrag stand. Als Teammanager ist er für den türkischen Verband im Nachwuchsbereich tätig.

## Karriere
Cengiz Akyıldız begann seine Karriere als Eishockeyspieler beim İstanbul Paten SK in seiner Heimatstadt, für den er in der Saison 1998/99 sein Debüt in der Türkischen Superliga gab. Unterbrochen von einem Jahr beim Kocaeli Büyükşehir Belediyesi Kağıt SK spielte er bis 2009 bei seinem Heimatklub. 2000 konnte er mit der Mannschaft zwar die Hauptrunde der Superliga gewinnen, verlor jedoch das Endspiel gegen den Hauptrundendritten Büyükşehir Belediyesi Ankara SK mit 4:8. 2009 wechselte er auf die südliche Erdhalbkugel zu den Canterbury Red Devils in die New Zealand Ice Hockey League, die er mit seiner Mannschaft 2009 gewinnen konnte.

### International
Für die Türkei nahm Akyıldız im Juniorenbereich in der U18-D-Europameisterschaft 1997 sowie der U20-D-Weltmeisterschaft 1999 teil. 
Mit der Herren-Nationalmannschaft spielte er zunächst bei den D-Weltmeisterschaften 1999 und 2000. Nach der Umstellung auf das heutige Divisionssystem vertrat er seine Farben bei den Wettkämpfen der Division II 2002, 2005 und 2007 sowie bei den Weltmeisterschaften der Division III 2004, 2006, 2008, 2011 und 2012. Zudem stand er bei der Vorqualifikation für die Olympischen Winterspiele 2010 in Vancouver für das Team vom Bosporus auf dem Eis.

### Trainerkarriere
Bereits gegen Ende seiner Spielerkarriere war Akyıldız auch als Funktionär für den türkischen Verband tätig. Als Teammanager war er für die türkische U20-Nationalmannschaft bei den Weltmeisterschaften 2012 und 2015 in der Division III sowie in gleicher Funktion für die U18-Auswahl des Landes bei der WM 2015 ebenfalls in der Division III tätig.

## Erfolge und Auszeichnungen
- 2004 Aufstieg in die Division II bei der Weltmeisterschaft der Division III
- 2006 Aufstieg in die Division II bei der Weltmeisterschaft der Division III
- 2009 Gewinn der New Zealand Ice Hockey League mit den Canterbury Red Devils
- 2012 Aufstieg in die Division II, Gruppe B, bei der Weltmeisterschaft der Division III